# Klára Spilková
Klára Davidson Spilková (Praga, 15 dicembre 1994) è una golfista ceca.
Ha iniziato a giocare a golf all'età di quattro anni. Professionista dal 2011, è allenata dal gallese Keith Williams. Compete nel Ladies European Tour; la sua prima vittoria nel circuito è stata la Lalla Meryem Cup 2017.
Da dilettante ha fatto parte della squadra europea della Junior Ryder Cup nel 2010.
Si è qualificata ai giochi di Rio 2016, dove ha chiuso la classifica in 48ª posizione.

## Vittorie professionali (2)

### Ladies European Tour vittorie (2)
| No. | Data              | Torneo                  | Punteggio di vittoria | To par | Margine | Seconda                             | Montepremi (€) |
| --- | ----------------- | ----------------------- | --------------------- | ------ | ------- | ----------------------------------- | -------------- |
| 1   | 16 aprile 2017    | Lalla Meryem Cup        | 69-74-71-66=280       | −8     | 1 colpo | Suzann Pettersen                    | 67,500         |
| 2   | 25 settembre 2022 | KPMG Women's Irish Open | 66-68-73-67=274       | −14    | Playoff | Ursula Wikström Nicole Broch Estrup | 60,000         |